# ليسبورن
ليسبورن هي مدينة في أيرلندا الشمالية. تقع على بعد 8 ميل (13 كـم) جنوب غرب مركز مدينة بلفاست على نهر لغن الذي يشكل الحدود بين مقاطعة أنترم ومقاطعة داون. وقد بلغ عدد سكانها 120,165 نسمة في لتعداد عام 2011.

## المناخ
يظهر الجدول التالي التغييرات المناخية على مدار السنة لليسبورن:
| البيانات المناخية لـليسبورن       | البيانات المناخية لـليسبورن | البيانات المناخية لـليسبورن | البيانات المناخية لـليسبورن | البيانات المناخية لـليسبورن | البيانات المناخية لـليسبورن | البيانات المناخية لـليسبورن | البيانات المناخية لـليسبورن | البيانات المناخية لـليسبورن | البيانات المناخية لـليسبورن | البيانات المناخية لـليسبورن | البيانات المناخية لـليسبورن | البيانات المناخية لـليسبورن | البيانات المناخية لـليسبورن |
| الشهر                             | يناير                       | فبراير                      | مارس                        | أبريل                       | مايو                        | يونيو                       | يوليو                       | أغسطس                       | سبتمبر                      | أكتوبر                      | نوفمبر                      | ديسمبر                      | المعدل السنوي               |
| --------------------------------- | --------------------------- | --------------------------- | --------------------------- | --------------------------- | --------------------------- | --------------------------- | --------------------------- | --------------------------- | --------------------------- | --------------------------- | --------------------------- | --------------------------- | --------------------------- |
| الدرجة القصوى °م (°ف)             | 14.7 (58.5)                 | 15.8 (60.4)                 | 19.4 (66.9)                 | 22.8 (73.0)                 | 23.8 (74.8)                 | 28.1 (82.6)                 | 29.5 (85.1)                 | 28.4 (83.1)                 | 24.5 (76.1)                 | 21.1 (70.0)                 | 15.8 (60.4)                 | 14.5 (58.1)                 | 29.5 (85.1)                 |
| متوسط درجة الحرارة الكبرى °م (°ف) | 6.9 (44.4)                  | 7.1 (44.8)                  | 8.9 (48.0)                  | 10.9 (51.6)                 | 14.0 (57.2)                 | 16.4 (61.5)                 | 18.3 (64.9)                 | 18.0 (64.4)                 | 15.5 (59.9)                 | 12.4 (54.3)                 | 9.2 (48.6)                  | 7.6 (45.7)                  | 12.1 (53.8)                 |
| متوسط درجة الحرارة الصغرى °م (°ف) | 1.4 (34.5)                  | 1.6 (34.9)                  | 2.6 (36.7)                  | 3.5 (38.3)                  | 5.8 (42.4)                  | 8.6 (47.5)                  | 10.8 (51.4)                 | 10.6 (51.1)                 | 8.9 (48.0)                  | 6.5 (43.7)                  | 3.4 (38.1)                  | 2.2 (36.0)                  | 5.5 (41.9)                  |
| أدنى درجة حرارة °م (°ف)           | −12.2 (10.0)                | −7.8 (18.0)                 | −10.0 (14.0)                | −4.9 (23.2)                 | −3.3 (26.1)                 | 0.0 (32.0)                  | 2.5 (36.5)                  | 1.8 (35.2)                  | −1.2 (29.8)                 | −4.5 (23.9)                 | −8.3 (17.1)                 | −11.5 (11.3)                | −12.2 (10.0)                |
| الهطول مم (إنش)                   | 88.87 (3.50)                | 61.65 (2.43)                | 68.23 (2.69)                | 58.03 (2.28)                | 59.44 (2.34)                | 62.45 (2.46)                | 57.9 (2.28)                 | 77.89 (3.07)                | 79.98 (3.15)                | 91.85 (3.62)                | 84.72 (3.34)                | 91.03 (3.58)                | 882.04 (34.74)              |
| المصدر:                           |                             |                             |                             |                             |                             |                             |                             |                             |                             |                             |                             |                             |                             |

## أعلام
- راي ستيفنسون
- جيريمي تايلور
- كريستيان نيرن
- ريتشارد دورمير
- ميكي هاميل
- ديفيد كريستال
- داميان جونسون
- ألان مكدونالد

## وصلات خارجية
- ليسبورن على مشروع الدليل المفتوح
- Lisburn.com دليل المحلات التجارية وخدمات واسعة في تاريخ المدينة.